# ۸۷۱ (قمری)
۸۷۱ (قمری)، هشتصد و هفتاد و یکمین سال در گاهشماری هجری قمری است. اول محرم این سال برابر با بیست و دوم اوت سال ۱۴۶۶ میلادی است.